# Rock’n’Heim
Rock’n’Heim war ein deutsches Musikfestival, das von 2013 bis 2015 jährlich auf dem Hockenheimring stattfand. Die meisten Bands waren der Rockmusik oder der elektronischen Musik zuzuordnen, es waren jedoch auch Musiker aus anderen Genres vertreten. Veranstalter war Marek Lieberberg, der auch Rock am Ring und Rock im Park organisierte. In den Jahren 2013 und 2014 fand das Rock'n'Heim als dreitägiges Festival statt. Im Jahr 2015 wurde die Veranstaltung auf einen Tag reduziert, nachdem ursprünglich ein dreitägiges Festival angekündigt worden war und auch Karten dafür im Vorverkauf erhältlich waren.

## Line-Up und Besucherzahlen

### 2013: 16. bis 18. August
Awolnation, Baauer, Biffy Clyro, Bonaparte, Boys Noize Live, Casper, Chase & Status, Deftones, Die Ärzte, Enter Shikari, Franz Ferdinand, Heaven Shall Burn, Knife Party, Kraftklub, Kvelertak, Lexy & K-Paul, Marteria, Modestep, Nero, Nine Inch Nails, Oliver Koletzki, Robert DeLong, Seeed, Sub Focus, Susanne Blech, System of a Down, Tenacious D, Volbeat, Zebrahead
Besucher: ca. 40.000

### 2014: 15. bis 17. August
257ers, A Day to Remember, Airbourne, Alligatoah, Architects, Beatsteaks, Billy Talent, Bombus, Boris Dlugosch, Britta Arnold, Broilers, Cage the Elephant, Deadmau5, Deichkind, Die Antwoord, Die Fantastischen Vier, The Disco Boys, Donots, Egotronic, Frittenbude, Fritz Kalkbrenner, Gestört aber geil, Gunjah, IAmFire, Imagine Dragons, Jan Delay & Disko No.1, Kadavar, Kato, Korn, The Kyle Gass Band, The Neighbourhood, Nico Stojan, Outkast, Parov Stelar, Placebo, Pretty Lights, The Prodigy, Sascha Braemer, Sierra Kidd, Skrillex, Sondaschule, TooManyLeftHands, Wirtz, Zedd, Zwette
Darüber hinaus traten am Becks-Truck The Intersphere, Ahzumjot und Heisskalt auf.
Besucher: ca. 35.000

### 2015: 23. August
Linkin Park, Farin Urlaub Racing Team, Kraftklub, K.I.Z, Flogging Molly, Simple Plan, Halestorm, While She Sleeps
Besucher: ca. 14.000

## Camping

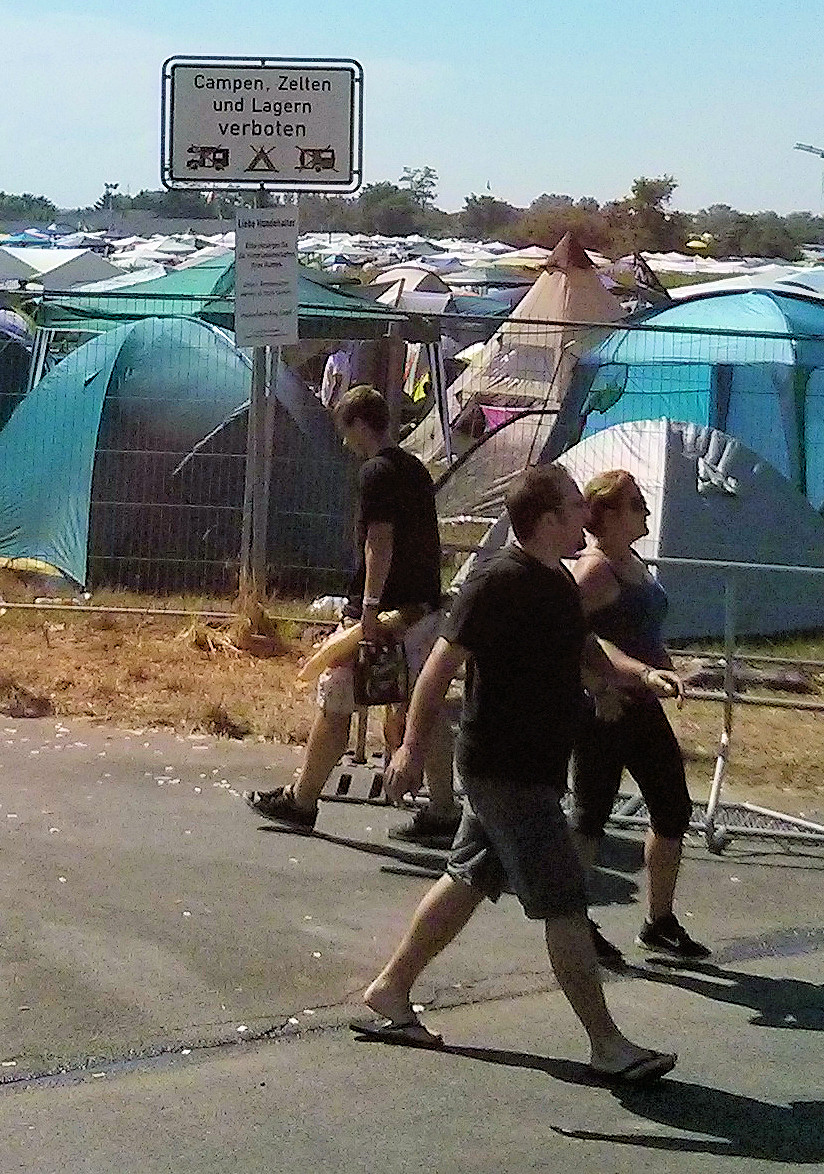
Campingplatz D (August 2013)

Der Veranstalter bot sechs Campingplätze in der Nähe des Hockenheimrings an. Davon lag einer direkt auf dem Ring. Er wurde VIP-Camping genannt und musste extra bezahlt werden. Ebenfalls extra kosteten die zwei Preferred-Camping-Plätze A und B. Die übrigen drei Campingplätze konnten ohne Aufpreis genutzt werden. Der Campingplatz C trug den Namen „Green Camping“, da spezielle Umwelt- und Ruheauflagen befolgt werden mussten. Die Plätze D und F waren konventionelle Campingplätze.

## Trivia
Noch während der ersten Veranstaltung 2013 wurde durch den Veranstalter in der Onlineausgabe des Mannheimer Morgen bekannt gegeben, die ihm zugestellte Rechnung des Deutschen Roten Kreuzes sei fehlerhaft, weil zu viele Einsatzkräfte vor Ort gewesen seien und somit die Rechnung um etwa 75.000 Euro teurer als bei Rock im Park oder Rock am Ring sei. Der Veranstalter strebte deshalb eine Klage gegen den DRK Kreisverband Mannheim an. Der Pressesprecher äußerte sich in der Rhein-Neckar-Zeitung, dass es sich um einen Selbstkostenpreis handle und die Anzahl und Ausstattung der Einsatzkräfte durch das Ordnungsamt in Hockenheim festgelegt wurde. Später wurde bekannt, dass es zu einer gütlichen Einigung kam, in deren Rahmen der Veranstalter den Forderungen weitgehend nachgekommen ist.